# Thỏ Orylag

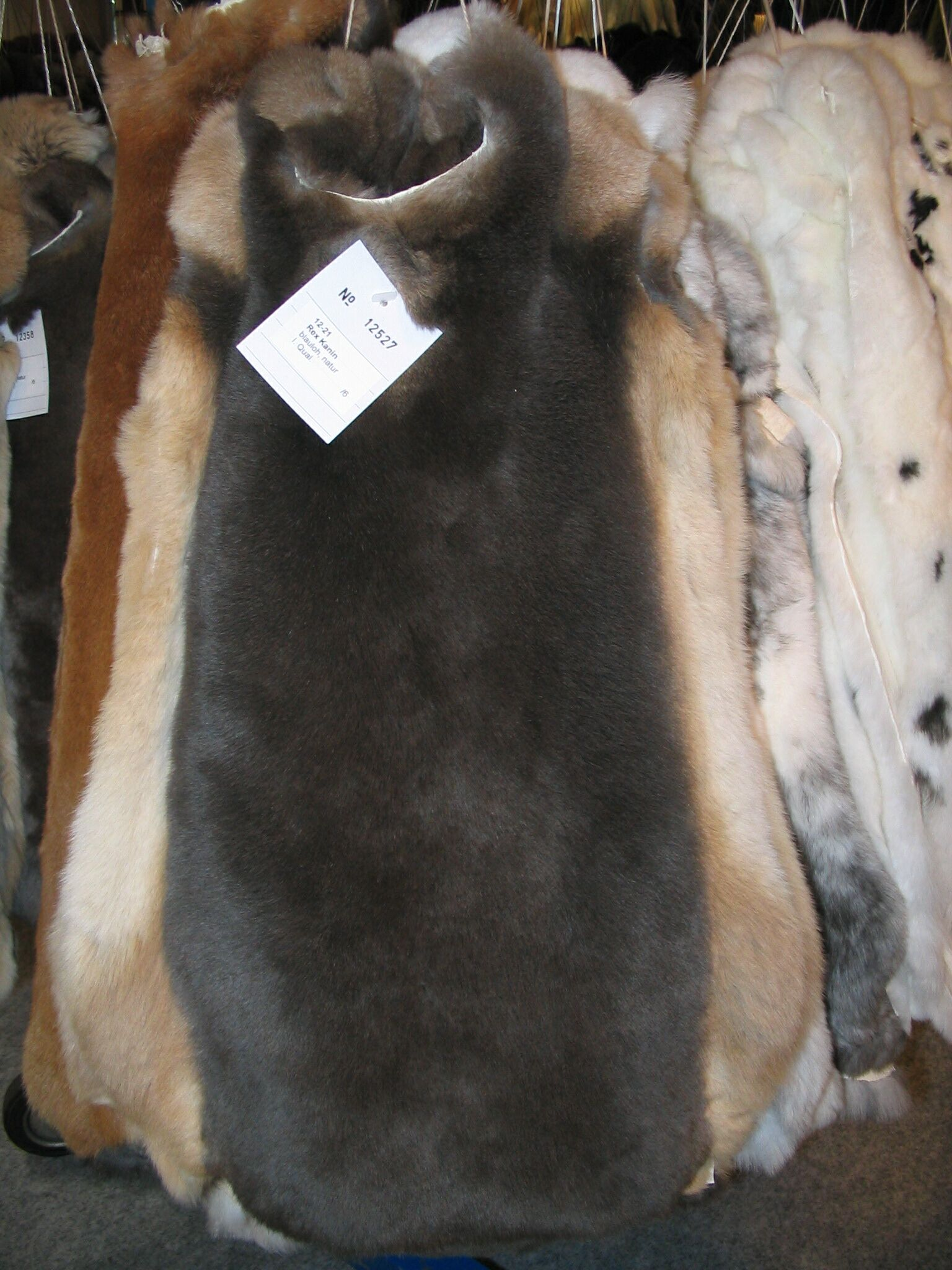
Một bộ lông của thỏ Orylag

Thỏ Orylag hay còn gọi là Rex du Poitou là giống thỏ có nguồn gốc từ nước Pháp. Đây là giống thỏ lấy lông nổi tiếng và tạo nên Nhãn hiệu hàng hóa trong năm 1989.